# 소요산매미
소요산매미(학명: Leptosemia takanonis)는 곤충강 노린재목 매미과에 속한다. 한국의 매미과의 매미 중에서 가장 작은 체구를 가졌다. 한반도와 중국에 분포한다. 한국 내륙에선 넓은 분포를 보이나, 지역에 따라 분포 개체수 밀도는 심한 차이를 보인다. 몸길이는 수컷 30mm 내외, 암컷 23mm 내외 날개편을 합친 길이는 38mm 정도된다. 머리와 가슴의 무늬외 테두리는 황색 혹은 녹색을 띈다.
개체마다 두 색이 혼재되어있거나 따로 구분되어있다. 수컷의 배는 황색을 띄며 길쭉한 부레형이다. 6월 초순~8월 중순에 출현하는데, 6월 하순~7월에 가장 개체수가 월등히 많다. 대체로 산지성 매미로 산에서만 주로 볼 수 있으며, 개체수가 가장 많은 시기에는 인가 주변에서 몇 마리의 수컷이 산에서 내려와 울기도 한다. 거의 산이 대부분을 차지하는 강원도에선 저지대에도 흔하지만, 경상남도 동부의 경우에는 약간의 산지(해발 500m 부근)에서 많다.
소요산매미는 소나무와 같은 침엽수 보단 참나무와 같은 활엽수 계통의 나무를 선호하는 성질이 있다. 수컷은 '지잉맹 지잉맹' 연속음으로 운 뒤, '타카 타카 타카'로 끝 마무리를 짓는다.